# Łazek (Kwaczała)
Łazek – część wsi Kwaczała w Polsce, położona w województwie małopolskim, w powiecie chrzanowskim, w gminie Alwernia.
W latach 1975–1998 Łazek administracyjnie należał do województwa krakowskiego.